# Побјежовице у Прелоучи
Побјежовице у Прелоучи (чеш. Poběžovice u Přelouče) је насељено мјесто са административним статусом сеоске општине (чеш. obec) у округу Пардубице, у Пардубичком крају, Чешка Република.

## Становништво
Према подацима о броју становника из 2014. године насеље је имало 83 становника.